# Jurish
Jurish (àrab: جُريش, Jurīx) és una vila palestina de la governació de Nablus, a Cisjordània, al nord de la vall del Jordà, 27 kilòmetres al sud-est de Nablus. Segons l'Oficina Central Palestina d'Estadístiques tenia 1.384 habitants en 2007.